# Håknäs
Håknäs är en småort i Nordmalings kommun. Orten ligger i Nordmalings distrikt (Nordmalings socken) i Ångermanland, på Öreälvens västra strand. 

## Historia
Håknäs omnämns första gången i Håknäsbrevet från 1494. Detta brev är ett lagmansbrev skrivet på pergament och förvaras hos Folkrörelsearkivet i Västerbotten. Innehållet i brevet är att lagmännen Olof Eriksson i Ångermanland och Greger Mattsson i Uppland dömer i en tvist mellan Håknäs och Öre byamän om vattenrätten och fisket i Öreälven. Byn nämns även i ett lagmansbrev skrivet 1548 av Johan Andersson Hambræus, som tar upp en tvist mellan Håknäs och Öre gällande rågången mellan byarna.

### Håknässågen
Handelsmannen Olof Bjur från Umeå köpte 1759 ett sågställe i Håknäsforsen i Öreälven av Håknäs byamän. Det nya finbladiga sågverket skulle anläggas alldeles ovanför byns eget grovbladiga sågverk. Som råvarubas erhöll Olof Bjur 1761 privilegium att årligen fälla 1000 träd i skogarna kring Öreälvens övre lopp, i lappmarken.
År 1764 köpte Håknässågens ägare upp den strax nedströms belägna Öresågen som startat bara några år tidigare. Därmed torde man också ha fått överta det sågverkets stockfångstprivilegier i Nordmalingsskogarna, bland annat vid Agnäs, Nyåker, Orrböle, Hummelholm och Tallberg.
Olof Bjur kom snart att ägna sitt största intresse åt Hörnefors bruk, och andra intressenter tog över Håknässågen. När Abraham Hülphers beskrev trakten 1780 drevs anläggningen av lantmätare Jonas Törnsten, inspektor J.C. Schröder och handelsman Esberg. Sågen hade två ramar och producerade årligen omkring 2000 tolfter bräder. Det färdigsågade virket forslades till lastageplatsen Skurun i Kylörviken, där det lastades på två i Umeå byggda fartyg för Stockholmshandlares räkning och fraktades till Cadiz i Spanien.
Hülphers säger om Skurun att det var den bästa skeppshamnen ”upp i segelleden från Örefjärden”, men att den årligen uppgrundades av havssand. Omkring 1835 anlade Håknäs sågverk därför en ny lastageplats vid Kylören i den östra delen av Kylörviken.
Vid den tidpunkten hade Erik Häggström från Dalkarlså blivit delägare i Håknässågen, och familjen Häggström dominerade sedan företaget under 1800-talet. Erik Häggström köpte på 1840-talet ett hemman i Öre by, mitt emellan sågverket i Håknäs och lastageplatsen i Kylören, och anlade där herrgården Strömsör.
Under 1800-talet utvecklades Håknässågen till en av norra Ångermanlands större vattensågar, med fyra dubbla och två enkla ramar och en kapacitet av omkring 3000 standards. År 1889 köptes anläggningen och de stora skogsegendomarna, av Frans Kempe och Mo och Domsjö AB. Det nya bolaget anlade därefter en ny, stor ångsåg på Norrbyskär, och när den togs i drift 1895 lades Håknässågen ned.

### Håknäsbacken
I anslutning till Håknässågen, mitt emot Håknäs by, växte under 1800-talet samhället Håknäsbacken fram. Där fanns arbetarbostäder, skola med kyrksal, affär, brukskontor och inspektorsbostad på ömse sidor om bruksgatan.
I närheten av sågverket anlades en herrgård med park, trädgård och kägelbana. Huvudbyggnaden flyttades senare till Nordmalings tätort och kallas nu för Hammargården. Den övriga bebyggelsen i Håknäsbacken är däremot mycket välbevarad.

### Befolkningsutveckling
| Befolkningsutvecklingen i Håknäs 1960–2015                                        | Befolkningsutvecklingen i Håknäs 1960–2015 | Befolkningsutvecklingen i Håknäs 1960–2015 | Befolkningsutvecklingen i Håknäs 1960–2015 | Befolkningsutvecklingen i Håknäs 1960–2015 |
| --------------------------------------------------------------------------------- | ------------------------------------------ | ------------------------------------------ | ------------------------------------------ | ------------------------------------------ |
|                                                                                   |                                            |                                            |                                            |                                            |
| År                                                                                |                                            |                                            | Folkmängd                                  | Areal (ha)                                 |
| 1960                                                                              | 1960                                       |                                            | 183                                        | ¤                                          |
| 1990                                                                              | 1990                                       |                                            | 160                                        | 33#                                        |
| 1995                                                                              | 1995                                       |                                            | 123                                        | 24#                                        |
| 2000                                                                              | 2000                                       |                                            | 107                                        | 24#                                        |
| 2005                                                                              | 2005                                       |                                            | 105                                        | 23#                                        |
| 2010                                                                              | 2010                                       |                                            | 101                                        | 23#                                        |
| 2015                                                                              | 2015                                       |                                            | 121                                        | 41#                                        |
| Anm.: 1960 som Håkenäs ¤ Som tätortsbebyggelse med 150-199 invånare # Som småort. |                                            |                                            |                                            |                                            |